# Брунсбител
Брунсбител (њем. Brunsbüttel) град је у њемачкој савезној држави Шлезвиг-Холштајн. Једно је од 115 општинских средишта округа Дитмаршен. Према процјени из 2010. у граду је живјело 13.379 становника. Посједује регионалну шифру (AGS) 1051011, NUTS (DEF05) и LOCODE (DE BRB) код.

## Географски и демографски подаци
Брунсбител се налази у савезној држави Шлезвиг-Холштајн у округу Дитмаршен. Град се налази на надморској висини од 4 метра. Површина општине износи 65,2 km². У самом граду је, према процјени из 2010. године, живјело 13.379 становника. Просјечна густина становништва износи 205 становника/km².

## Међународна сарадња
| Мјесто | Држава | Врста сарадње | Од    |
| ------ | ------ | ------------- | ----- |
|        | Чешка  | партнерство   | 2000. |
| Извор  |        |               |       |